# روبرت بارات
روبرت بارات (بالإنجليزية: Robert Barrat) مواليد 10 يوليو 1889 في نيويورك، الولايات المتحدة - الوفاة 7 يناير 1970 في هوليوود، الولايات المتحدة، هو ممثل أمريكي بدأ مسيرته الفنية سنة 1915. ظهر في قرابة 150 فلما.

## الأعمال
- هنا تأتي البحرية
- القبطان بلود
- آخر سلالة الموهيكيين
- حياة إميل زولا
- جان دارك

## روابط خارجية
- روبرت بارات على موقع IMDb (الإنجليزية)
- روبرت بارات على موقع ألو سيني (الفرنسية)
- روبرت بارات على موقع أول موفي (الإنجليزية)
- روبرت بارات على موقع قاعدة بيانات برودواي على الإنترنت (الإنجليزية)
- روبرت بارات على موقع قاعدة بيانات برودواي على الإنترنت (الإنجليزية)
- روبرت بارات على موقع قاعدة بيانات الأفلام السويدية (السويدية)
- روبرت بارات على موقع إن إن دي بي (الإنجليزية)
- روبرت بارات على موقع قاعدة بيانات الفيلم (الإنجليزية)
- روبرت بارات على موقع كينوبويسك (الروسية)